# Mohammed Karam
Mohammed Karam (1955. január 1. – ) kuvaiti válogatott labdarúgó, edző.

## Pályafutása

### Klubcsapatban
1972 és 1986 között az Al-Arabi csapatában játszott, melynek tagjaként öt alkalommal (1980, 1982, 1983, 1984, 1985) nyerte meg a kuvaiti bajnokságot. 

### A válogatottban
1975 és 1984 között szerepelt a kuvaiti válogatottban. Részt vett és az 1982-es világbajnokságon, ahol a Csehszlovákia és a Franciaország elleni csoportmérkőzésen kezdőként lépett pályára. Anglia ellen nem kapott lehetőséget. Tagja volt az 1980-as Ázsia-kupán győztes és az 1984-es Ázsia-kupán bronzérmes válogatott keretének is.

### Edzőként
1990-ben rövid ideig a kuvaiti válogatottat irányította szövetségi kapitányként.

## Sikerei
Al-Arabi
- Kuvaiti bajnok (5): 1979–80, 1981–82, 1982–83, 1983–84, 1984–85

Kuvait
- Ázsia-kupa győztes (1): 1980
- Ázsia-kupa bronzérmes (1): 1984